# Снаха (филм, 1954)
 За филма от 1976 вижте Снаха (филм, 1976).  
„Снаха“ е български игрален филм (драма) от 1954 година на режисьора Антон Маринович, по сценарий на Александър Хаджихристов. Оператор е Бончо Карастоянов. Създаден е по романа „Снаха“ на Георги Караславов. Музиката във филма е композирана от Боян Икономов.

## Актьорски състав
- Петър Димитров – Юрталана
- Маргарита Дупаринова – Гина
- Вяра Ковачева – Севда
- Петър Стойчев – Стойко
- Милка Янакиева – Миката
- Любчо Кирилов – Алекси
- Иванка Сладкарова – Казалбашката
- Веселин Симеонов – Астара
- Мирослав Миндов – Димо
- Петър Василев – Цървеняка
- Лео Конфорти – Пеньо Пандуров
- Борис Сарафов – Калчо
- Асен Камбуров
- Димитрина Савова
- Кунка Баева
- Николина Лекова
- Стефка Кацарска
- Йордан Спасов
- Георги Калоянчев
- Йордан Матев